# ماریا سانچز
 ماریا سانچز (انگلیسی: Maria Sanchez؛ زاده ۲۶ نوامبر ۱۹۸۹) یک تنیس‌باز اهل ایالات متحده آمریکا است.